# Pediasia paraniobe
Pediasia paraniobe is een vlinder uit de familie grasmotten (Crambidae). De wetenschappelijke naam van deze soort is voor het eerst geldig gepubliceerd in 1969 door Błeszyński.
De soort komt voor in tropisch Afrika.